# Lista dos atuais campeões nacionais na National Wrestling Alliance
Esta é uma lista dos atuais campeões nacionais na National Wrestling Alliance (NWA). São, atualmente, cinco os campeonatos nacionais individuais em atividade: Campeonato do Commonwealth Britânico dos Pesos-Pesados da NWA, Campeonato Canadense dos Pesos-Pesados da NWA, Campeonato Nacional dos Pesos-Pesados da NWA, Campeonato Norte-Americano dos Pesos-Pesados da NWA e Campeonato Escocês dos Pesos-Pesados da NWA, além de quatro títulos de duplas: o Campeonato Canadense de Duplas da NWA, Campeonato Internacional de Duplas Pesos-Leves da NWA, Campeonato de Duplas dos Estados Unidos da NWA e Campeonato Norte-Americano de Duplas da NWA, e portanto, são 13 os lutadores que possuem esses títulos. A lista inclui o número de vezes que o lutador foi campeão, data e local da vitória e a descrição da conquista.
Como corpo governante, a National Wrestling Alliance outorga a promoções filiadas o direito de promover títulos e sanciona a utilização de títulos mundiais, nacionais e regionais. Enquanto as promoções filiadas utilizam campeonatos próprios (reginais e nacionais), a NWA promove campeões mundiais, que defendem o título em diversas empresas filiadas.
No Canadá, são defendidos três títulos: o Campeonato do Commonwealth Britânico dos Pesos-Pesados da NWA, cujo atual campeão é Antonio Corsi, que está em seu primeiro reinado e que conquistou o título em 13 de maio de 2017 ao derrotar Pat Guenette; o Campeonato Canadense dos Pesos-Pesados da NWA, da Elite Canadian Championship Wrestling (ECCW), cujo campeão é Andy Bird, que derrotou Mike Santiago em 14 de janeiro de 2017; e o Campeonato Canadense de Duplas da NWA, também da ECCW, cujos campeões são os Bone Collectors (Dru Onyx e Mike Marston), que estão em seu primeiro reinado após derrotar Kickin' N' Stompin (Stephen Razen e Ivan Sullivan) em 23 de abril de 2016. Na Europa, baseia-se o Campeonato Escocês dos Pesos-Pesados da NWA, cujo campeão é Joe Coffey, em seu segundo reinado, que conquistou o título ao derrotar Mark Coffey em 26 de novembro de 2016 em um evento da Scottish Wrestling Alliance (SWA).
Defendido no Japão pela Pro Wrestling Zero1 (ZERO1), o Campeonato Internacional de Duplas Pesos-Leves da NWA tem como atuais campeões Ikuto Hidaka e Takuya Sugawara. A dupla está em seu primeiro reinado após derrotar Shinjiro Otani e Tatsuhito Takaiwa em 21 de maio de 2017. Os demais campeonatos são disputados nos Estados Unidos: o atual detentor do Campeonato Nacional dos Pesos-Pesados da NWA, em seu segundo reinado, é Kahagas, que conquistou o título ao derrotar Damien Wayne em 3 de fevereiro de 2017. Mustang Mike está em seu primeiro reinado com o Campeonato Norte-Americano dos Pesos-Pesados da NWA, após derrotar Tyson Dean em 8 de abril de 2017. Sob o nome coletivo de Hart & Soul, Teddy Hart e Big Daddy Yum Yum são os atuais detentores do Campeonato Norte-Americano de Duplas da NWA, em seu primeiro reinado, ao derrotar Rochester Wrecking Crew (Hellcat & Rob Sweet) em 7 de dezembro de 2014. A Main Event Pro Wrestling (MEPW), detentora do título, deixou a NWA, no entanto, e passou a promover o título com outro nome. Por fim, o Campeonato de Duplas dos Estados Unidos da NWA, atualmente defendido na NWA Smoky Mountain Wrestling, tem como campeões os Ugly Ducklings (Lance Lude e Rob Killjoy), em seu primeiro reinado após derrotar Heatseekers (Sigmon e Elliot Russell) em 13 de maio de 2016.

## Campeões
| Campeonato                                                    | Atual(ais) campeão(ões)                       | Reinado   | Data da vitória        | Mantém o título há (em dias) | Local                                  | Notas                                                          | Ref.  |
| ------------------------------------------------------------- | --------------------------------------------- | --------- | ---------------------- | ---------------------------- | -------------------------------------- | -------------------------------------------------------------- | ----- |
| Campeonato do Commonwealth Britânico dos Pesos-Pesados da NWA | Antonio Corsi                                 | 1         | 13 de maio de 2017     | 2863                         | Montreal, Quebec, Canadá               | Derrotou Pat Guenette.                                         | [ 1 ] |
| Campeonato Canadense dos Pesos-Pesados da NWA                 | Andy Bird                                     | 1         | 14 de janeiro de 2017  | 2982                         | Vancouver, Columbia Britânica, Canadá  | Derrotou Mike Santiago.                                        | [ 2 ] |
| Campeonato Canadense de Duplas da NWA                         | Bone Collectors (Dru Onyx e Mike Marston)     | 1         | 23 de abril de 2016    | 3248                         | Vancouver, Columbia Britânica, Canadá  | Derrotaram Kickin' N' Stompin (Stephen Razen e Ivan Sullivan). | [ 3 ] |
| Campeonato Internacional de Duplas Pesos-Leves da NWA         | Ikuto Hidaka e Takuya Sugawara                | 1 (6 & 7) | 21 de maio de 2017     | 2855                         | Tóquio, Japão                          | Derrotaram Shinjiro Otani e Tatsuhito Takaiwa.                 | [ 5 ] |
| Campeonato Nacional dos Pesos-Pesados da NWA                  | Kahagas                                       | 2         | 3 de fevereiro de 2017 | 2962                         | Franklin, Kentucky                     | Derrotou Damien Wayne.                                         | [ 6 ] |
| Campeonato Norte-Americano dos Pesos-Pesados da NWA           | Mustang Mike                                  | 1         | 8 de abril de 2017     | 2898                         | Amelia, Louisiana                      | Derrotou Tyson Dean.                                           | [ 7 ] |
| Campeonato Norte-Americano de Duplas da NWA                   | Hart & Soul (Teddy Hart e Big Daddy Yum Yum)  | 1         | 7 de dezembro de 2014  | 3751                         | Patterson, Louisiana                   | Derrotaram Rochester Wrecking Crew (Hellcat & Rob Sweet).      | [ 8 ] |
| Campeonato Escocês dos Pesos-Pesados da NWA                   | Joe Coffey                                    | 2         | 26 de novembro de 2016 | 3031                         | Motherwell, North Lanarkshire, Escócia | Derrotou Mark Coffey.                                          | [ 4 ] |
| Campeonato de Duplas dos Estados Unidos da NWA                | The Ugly Ducklings (Lance Lude e Rob Killjoy) | 1         | 13 de maio de 2016     | 2863                         | Kingsport, Tennessee                   | Derrotaram The Heatseekers (Sigmon e Elliot Russell).          | [ 9 ] |